# Palette aux canidés
 (décembre 2013).
Les palettes à fard apparaissent pour la première fois dans la vallée du Nil, sur les sites et dans les tombes de la civilisation badarienne. Au cours du temps, elles vont prendre des formes variées, et devenir les artéfacts les plus communs dans toutes les cultures prédynastiques, tant égyptiennes que nubiennes. C'est à ce type d'objet qu'appartient la palette historiée dite palette aux canidés, aussi appelée palette aux quatre chiens.
La palette aux canidés est une palette en grauwacke (ou schiste métapélite) haute de 32 cm pour 17,70 cm de large et 1,80 cm d'épaisseur. La provenance est inconnue, puisqu'elle a été achetée à un habitant de Damanhour. Datée par comparaison de Nagada III, elle est actuellement exposée au musée du Louvre à Paris et porte le numéro d'inventaire E11052.

## Description de l'objet
Il s'agit d'une large plaque de schiste, de forme globalement rectangulaire. Le petit côté inférieur est cintré, tandis que les autres côtés sont légèrement concaves. La palette est sculptée en bas-relief sur champ levé sur ses deux faces.
Au recto, on peut observer divers animaux. Quatre animaux, des lycaons ou des hyènes, suivent le bord de la palette. Les oreilles des deux animaux en partie supérieure forment une saillie, et les deux en partie inférieure se trouvent la tête en bas. Au centre du cadre délimité par ces canidés se trouvent un godet, lui-même défini par un cercle en relief. Dans la partie au-dessus de ce godet se trouve un lion prêt à bondir et un échassier, peut-être un ibis. Dans la partie au-dessous de ce godet se trouve, la tête vers le bas, une panthère mythique au long cou reptilien et à tête de serpent.
Au verso, se trouve un long palmier, axe de symétrie de la face. Le palmier est flanqué de deux animaux symétriques, aux longues pattes et à long cou, des girafes.

## Corpus d'étude

### La classification de Hermann Ranke
Les palettes historiées répondent à une codification qui s'ajoute à leur caractère esthétique. L'archéologue allemand Hermann Ranke a distingué, au XIXe siècle, deux groupes, qui se suivent chronologiquement, parmi ces palettes.
Le premier groupe, le plus ancien, est caractérisé par l'absence de différenciation de taille entre les éléments qui sont représentés. Ces éléments occupent, par ailleurs, la totalité de l'espace disponible, sans être organisés en registre. Enfin, aucun signe hiéroglyphique n'est présent dans le décor. Les palettes de Manchester, de la chasse, d'Hiérakonpolis, aux canidés, aux vautours, et les divers fragments de Berlin, du British Museum et du Louvre, appartiennent à ce premier groupe.
À ce premier groupe succède un second, caractérisé par un espace structuré par des lignes, des registres, et marqué par l'apparition de premiers idéogrammes. Les éléments représentés sont de taille différente, selon un ordre hiérarchique. Les palettes du Tribut Libyen, aux taureaux, de Narmer, et les fragments de New York, appartiennent à ce deuxième groupe.
La palette aux canidés du musée du Louvre appartient donc au premier groupe de palettes. Comme les autres palettes de ce groupe auxquelles elle peut être comparée, on ne distingue pas de registres horizontaux, puisque les éléments sont placés sur l'ensemble de la surface de la pierre, dans des positions diverses, horizontales ou verticales, vers le bas ou vers le haut présumés de la palette. Aucun signe hiéroglyphique ne vient compléter les représentations animales.

### Le groupe aux chiens sauvages
Mais Jean Vercoutter, dans les années 1990, propose de créer un autre groupe de palettes, originaires majoritairement de Basse-Égypte, dont le thème décoratif dominant serait le chien sauvage. La palette aux canidés appartiendrait donc également à ce groupe dit « aux chiens sauvages ».
On peut la comparer avec la palette de Hiérakonpolis, du même groupe, puisqu'on retrouve les mêmes animaux formant le cadre de la palette. Cependant, contrairement à celle de Hiérakonpolis, les animaux ne forment pas le bord même de la palette, comme le montre leur tête qui ne s'enlève pas en ronde-bosse au-dessus du bord. De plus, les têtes des deux animaux en partie supérieure ne se touchent pas. De plus, on note l'absence de chiens sauvages en partie inférieure de la palette de Hiérakonpolis, contrairement à celle du Louvre. On suppose alors que la palette de Hiérakonpolis est plus ancienne.
Les deux serpopards gravés de la palette représentent peut-être, comme pour la palette de Narmer, le cours du Nil dans ses parties haute et basse. Et le désert serait symbolisé par la présence de deux chiens sauvages figurant à gauche et à droite des serpopards.
Sur le fragment de Berlin, également du premier groupe, on retrouve, au recto, deux animaux fantastiques dont les cous sont démesurément allongés, comme c'est le cas sur la palette aux canidés. Cependant, ici, ces animaux enveloppent de leur cou le godet. Au verso, on retrouve le motif du palmier encadré par deux girafes, comparable à celui de la palette aux canidés, même si leur cou est moins loin, ainsi que l'échassier, dont le cou est très allongé.
La palette aux canidés appartient donc bien à ce groupe défini par Vercoutter, et il semblerait donc qu'elle provienne également de Basse-Égypte.

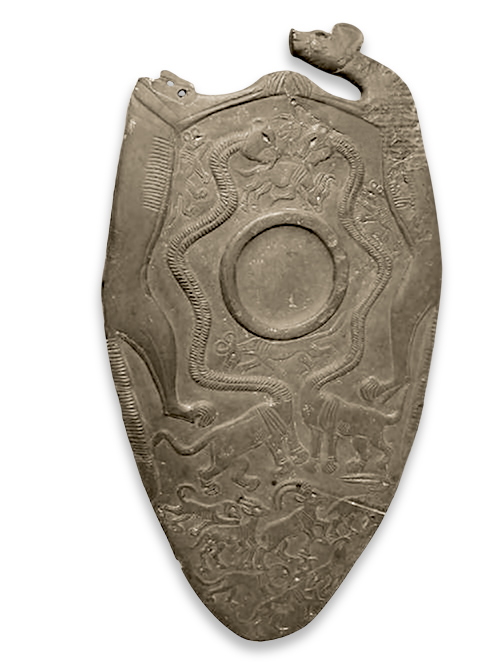
Palette de Hiérakonpolis
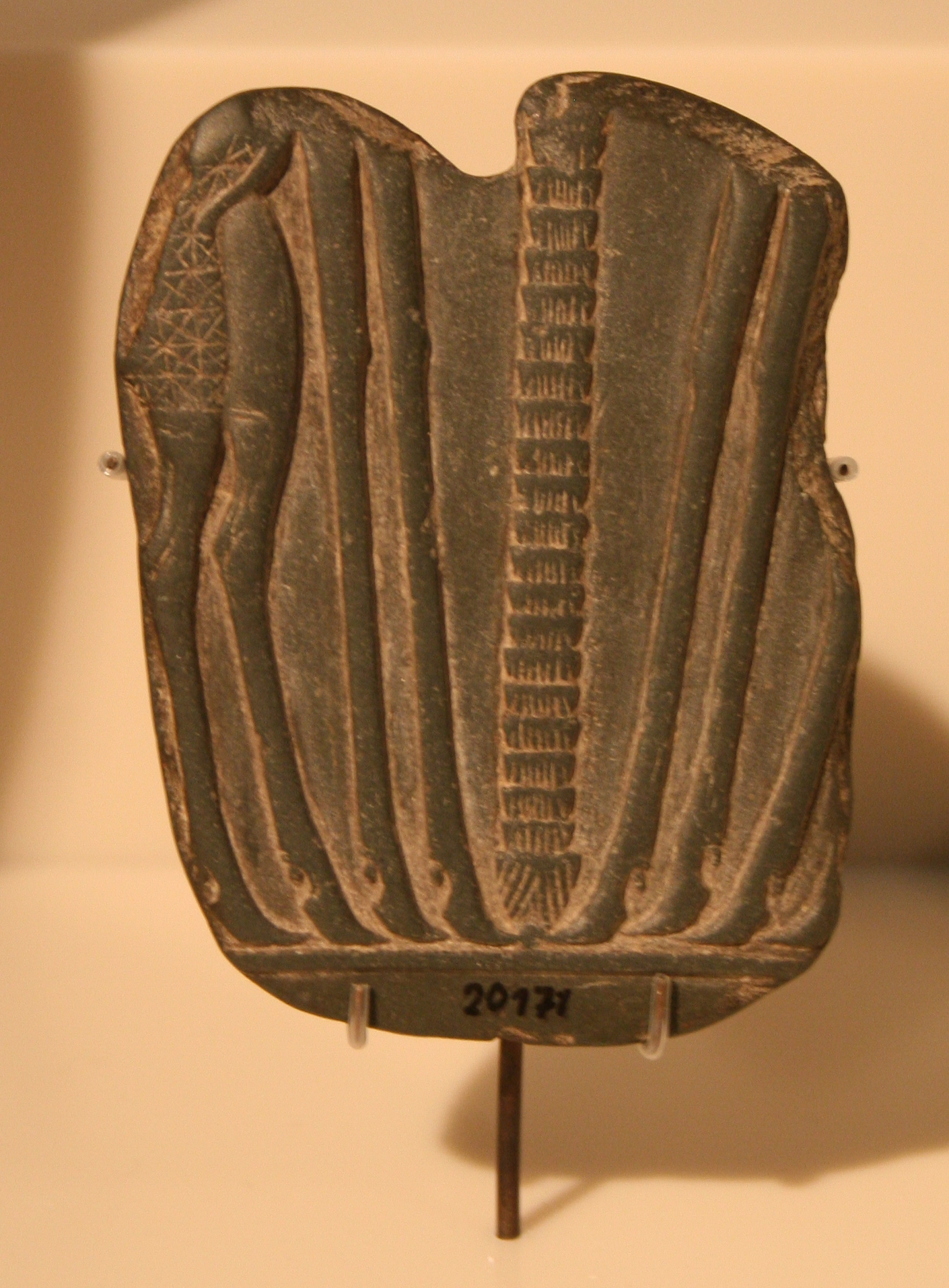
Fragment de palette, Ägyptisches Museum de Berlin

## Fonction et signification
Les premières palettes à fard sont utilisées pour la fabrication du fard, appliqué notamment pour la protection des yeux. Pourtant, le godet des palettes sculptées, comme la palette aux canidés, ne présente aucune trace de pigments qui aurait confirmé l'utilisation de la palette pour broyer les fards. On peut donc penser qu'il ne s'agit que de simples monuments d'apparat, commémorant, dans le cas de la palette aux canidés, une chasse fructueuse par exemple. Mais cette interprétation « historique » est contestée. La position centrale du godet est le témoin, selon Georges A. Bénédite, de l'accomplissement de rites sacrés destinés à protéger ou à assurer le succès lors d'une expédition. Le décor de la palette aux canidés serait alors la représentation d'animaux recherchés ou redoutés. Le godet accueillerait, quant à lui, l'offrande faite dans ce but.
De plus, si les premières palettes à fard sont déposées dans la tombe, à proximité des mains ou du visage du défunt, ce n'est plus le cas des palettes sculptées. En effet, c'est dans le Main Deposit, une fosse de dépôt postérieure, du temple de Hiérakonpolis qu'ont été trouvées certaines de ces palettes, dont la palette de Narmer ou la palette de Hiérakonpolis, du même groupe que la palette aux canidés. Les autres pourraient donc également avoir été déposées, selon Jacques Vandier, dans un temple, en ex-voto ou en hommage à la divinité locale. La question d'un sens religieux ou cosmogonique se pose en tout cas.
Les palettes à fard seraient donc ainsi des objets à la fois utilitaire et magique ou symbolique, et non des objets destinées à un usage personnel.
Ainsi, si la signification et le rôle précis des palettes historiées, et de la palette aux canidés dans le cas présent, restent incertains, elles restent néanmoins un objet important pour la période et un marqueur certain de luxe.

### Sources et bibliographie
- (de) Wolfgang Helck, Eberhard Otto et Wolfhart Westendorf, Lexikon der Ägyptologie, vol. IV, Wiesbaden, 1975-1992
- Jacques Vandier, Manuel d'archéologie égyptienne, vol. I : Les époques de formation, t. 1 : la préhistoire, Paris, 1952
- Christiane Ziegler et Jean-Luc Bovot, Art et archéologie : L'Égypte antique, Paris, 2001
- Béatrix Midant-Reynes, Aux origines de l'Égypte : Du Néolithique à l'émergence de l'État, Paris, éditions Fayard, 2003, 441 p. (ISBN 2-213-61570-5)
- Béatrix Midant-Reynes, La Préhistoire de l'Égypte, Paris, 1992
- Jean Vercoutter, L'Égypte et la vallée du Nil, t. I : des origines à la fin de l'Ancien Empire, Paris, 1992